# Flashback (canción de Calvin Harris)
«Flashback» es una canción del cantante y compositor escocés Calvin Harris y sacado de su segundo álbum de estudio Ready for the Weekend. La canción fue lanzada en el Reino Unido el 2 de noviembre de 2009. La canción también cuenta con la voz de Ayah Marar.

## Vídeo musical
Harris indicó en su cuenta de Twitter que estaba ocupado filmando el video de las canciones. El video fue subido a la página oficial de Harris en YouTube el 13 de octubre de 2009. Pero Harris lo eliminó indicando que el ritmo era demasiado rápido y que la versión actual se encuentra en "la velocidad correcta". Todas las escenas en el video fueron grabadas en Ibiza. Muestra a Harris en un ático, en una limosina, caminando por las calles y subiendo a un pequeño bote con unas chicas. También muestra al cantante como DJ en Pacha.
Además muestra Harris, completamente solo, en un yate por la mañana, mientras él viste de blanco y mira fotos Polaroid de él y las chicas, esparcidos por todo el barco y algunas flotando en el mar, junto con botellas y latas de licor. Todo tratando de recordar lo que pasó la noche anterior, porque estuvo "ebrio" en la fiesta.

## Lista de canciones
| Sencillo en CD para Reino Unido |                                |          |  |
| N.º                             | Título                         | Duración |  |
| 1.                              | «Flashback» (Versión de Álbum) | 3:48     |  |
| 2.                              | «Flashback» (Eric Prydz Remix) | 7:52     |  |

| Descarga digital |                                             |          |  |
| N.º              | Título                                      | Duración |  |
| 1.               | «Flashback» (Versión para radio)            | 3:40     |  |
| 2.               | «Flashback» (Versión del álbum)             | 3:49     |  |
| 3.               | «Flashback» (David Guetta's One Love Remix) | 7:11     |  |
| 4.               | «Flashback» (Eric Prydz Remix)              | 7:50     |  |
| 5.               | «Flashback» (Goldie Remix)                  | 4:45     |  |
| 6.               | «Flashback» (Versión instrumental)          | 3:46     |  |

## Estadísticas de valoración
| Listas (2009)                               | Posición en listas |
| ------------------------------------------- | ------------------ |
| Australia (ARIA)                            | 38                 |
| Bélgica (Flandes) (Ultratip Bubbling Under) | 10                 |
| Bélgica (Valonia) (Ultratip Bubbling Under) | 7                  |
| Escocia (The Official Charts Company)       | 16                 |
| Irlanda (IRMA)                              | 23                 |
| Reino Unido (UK Dance Chart)                | 2                  |
| Reino Unido (UK Singles Chart)              | 18                 |

## Lanzamientos
| Región      | Fecha                  | Formato              |
| ----------- | ---------------------- | -------------------- |
| Reino Unido | 2 de noviembre de 2009 | CD, descarga digital |